# ONUSAL
La Missione degli osservatori delle Nazioni Unite in El Salvador (ONUSAL dallo spagnolo Observadores de las Naciones Unidas en El Salvador) fu una missione dell'ONU creata dal Consiglio di Sicurezza il 20 maggio 1991 con la risoluzione 693.
Il mandato della missione era quello di monitorare la realizzazione degli accordi tra il governo di El Salvador e i ribelli del Fronte Farabundo Martí per la Liberazione Nazionale.
Gli accordi tra le due parti prevedevano il cessate il fuoco tra le parti, la riforma delle forze armate, la creazione di una nuova polizia, la riforma del sistema giuridico ed elettorale del paese ed il rispetto dei diritti umani nel paese.
Il contingente militare fu composto all'incirca da 380 osservatori provenienti da 17 paesi: Argentina, Austria, Brasile, Canada, Cile, Colombia, Ecuador, Francia, Guyana, India, Irlanda, Italia, Messico, Norvegia, Spagna, Svezia e Venezuela.
La missione si concluse definitivamente nel marzo 1995 con il completamento del mandato.
Il costo totale della missione fu di 107 milioni di dollari